# María Ramona de Barbachano (obraz Francisca Goi)
María Ramona de Barbachano – obraz olejny hiszpańskiego malarza Francisca Goi przedstawiający hiszpańską arystokratkę, Maríę Ramonę de Barbachano. Znajduje się w prywatnej kolekcji we Francji.

## Okoliczności powstania
W 1780 Goya został wybrany członkiem Królewskiej Akademii Sztuk Pięknych św. Ferdynanda w Madrycie, a w 1786 został jednym z królewskich malarzy Karola III. W ciągu tej dekady malarstwo rodzajowe i religijne odeszło na dalszy plan, a Goya stał się wziętym portrecistą wśród arystokracji, zdobywając coraz więcej zamówień. Około 1787–1788 namalował trzy portrety dla wywodzącej się z Lekeitio baskijskiej rodziny o nazwisku Adán de Yarza, której rodowód sięga X wieku. Były to podobizny Antoniego Adány de Yarzy i jego żony Ramony de Barbachano (pendanty), a trzecie dzieło o nieco mniejszych wymiarach przedstawiało matkę Antonia, wdowę Bernardę Tavirę. Powstały prawdopodobnie z okazji ślubu Antonia i Ramony, który odbył się 19 grudnia 1787 niedaleko Bilbao, gdzie znajdował się ich dom rodzinny. Po ślubie młodzi osiedlili się w Madrycie, zamieszkali przy ulicy Cruz Verde razem z matką Antonia i do tej rezydencji zamówili obrazy. Niedaleko ich adresu znajdował się dom Goi i prawdopodobne miejsce jego pracowni do 1800 roku, gdzie powstały portrety. Nie wiadomo, czy obrazy zostały namalowane przed, czy po grudniowym ślubie; suknia Ramony sugeruje letnią porę.

## Opis obrazu
María Ramona de Barbachano Arbaiza (1760–1834) pochodziła z zamożnej rodziny o licznych koneksjach i interesach handlowych mieszkającej w Bilbao. W 1783 roku wyszła za mąż za kuzyna, który służył w korpusie piechoty morskiej. Zaledwie dwa lata później jej mąż podczas pełnienia służby w Kolumbii zmarł, nie pozostawiając potomstwa. Przed przedwczesnym wdowieństwem uratowało Marię Ramonę kolejne małżeństwo z Antoniem Adánem de Yarzą. Po ślubie zamieszkali w Madrycie razem z Bernardą Tavirą, matką Antonia. Portrety Antonia i Ramony miały być obrazem szczęśliwego związku, dlatego portretowani są zwróceni ku sobie w podobnych pozach, a ich ręce niemal się spotykają. Imię i nazwisko Ramony pojawia się na wizytówce, którą trzyma w ręce. Widać na niej także zarys dużego budynku, być może jednej z jej ulubionych posiadłości będącej częścią majątku, który wniosła do małżeństwa.
Obraz charakteryzuje nieformalny angielski styl, modny wśród młodej arystokracji. Suknia Ramony jest elegancką interpretacją modelu spopularyzowanego przez Marię Antoninę we Francji. Została wykonana z lekko marszczonego białego muślinu, z rękawem obszytym jedwabnymi falbankami. Zamiast szerokiego, koronkowego kołnierza dekolt przykrywa szal z falbankami typu fichu, modny w 1787 roku. Szyku dodają drogie akcesoria: czarny jedwabny pas, przy którym wiszą dwa złote zegarki na łańcuszkach, długie jedwabne lub zamszowe rękawiczki oraz złożony wachlarz z kości słoniowej i łabędzich piór. Włosy są staranie uczesane i upudrowane, po każdej stronie wyrazistej twarzy opada długi lok. Na głowie ma czarny kapelusz w angielskim stylu: o szerokim rondzie, ozdobiony strusimi piórami i szyfonem wykończonym koronkami. Na twarzy ma makijaż według hiszpańskiej mody: róż na policzkach i karmin na ustach. Istnieją podobieństwa między tym obrazem, a rodzinnym portretem Książę i księżna Osuny z dziećmi z 1788: księżna ma podobną fryzurę, a jej córki takie same wachlarze.
| Portrety męża i teściowej Ramony de Barbachano |                 |
| Antonio Adán de Yarza                          | Bernarda Tavira |

## Proweniencja
Obrazy należały do rodziny Adán de Yarza i obecnie znajdują się w posiadaniu jej spadkobierców. W 1794 Antonio Adán de Yarza z małżonką wyjechali z Madrytu i wrócili do Kraju Basków, zabierając ze sobą portrety. Od tamtej pory obrazy wisiały w ich Pałacu Zubieta w Ispaster. Po raz pierwszy zostały opisane przez Aureliana de Beruete w katalogu dzieł Goi z 1917. Pojawiły się także w różnych periodykach m.in. w dodatku do dziennika „ABC” z 12 stycznia 1930, a także w publikacji Fernanda de la Quadra Salcedy Los Goyas inéditos de Vizcaya z 1936. Po wybuchu hiszpańskiej wojny domowej w 1936 władze Kraju Basków podjęły inicjatywę ochrony zbiorów artystycznych zarówno publicznych, jak i prywatnych rozproszonych na ich terytorium. Postanowiono wysłać część dzieł sztuki do Francji na planowaną w 1937 Wystawę Światową w Paryżu oraz na mniejsze wystawy do innych francuskich miast. W obliczu groźby zniszczenia Bilbao ewakuację znacznie przyspieszono, wzięły w niej udział zbiory Museo de Arte Moderno de Bilbao, Kościoła i różne kolekcje prywatne. 13 listopada 1936 kilka dzieł sztuki, w tym trzy obrazy Goi, zostało przeniesionych z Pałacu Zubieta w bezpieczne miejsce, a następnie przetransportowanych do Francji. Obrazy Goi nie wzięły udziału w Wystawie Światowej, gdyż pawilon Kraju Basków nie mógł pomieścić wszystkich ewakuowanych dzieł. Spadkobierczyni María Adán de Yarza również wyemigrowała do Francji, gdzie pozostała do śmierci w 1947 roku. Portrety odzyskała w 1940, a mimo to po wojnie były uznawane za zaginione. Dopiero w latach 1990 i 1992 zostały zlokalizowane i przestudiowane przez historyków sztuki Williama Jordana i Juliet Wilson Bareau, a później także Nigela Glendinninga. W 2019 za zgodą spadkobierców rodziny Adán de Yarza obrazy zostały przywiezione do Kraju Basków, poddane renowacji i analizie oraz po raz pierwszy udostępnione publiczności na czasowej wystawie Los Goyas de Zubieta w Muzeum Sztuk Pięknych w Bilbao.